# هان أحمدوف
هان أحمدوف Han Ahmedow (1936 – 2006) كان رئيس وزراء تركمانستان بين 1989 و1992. خلال عهده استقلت تركمانستان عن الاتحاد السوفييتي المنهار في سنة 1991.
فيما بعد أصبح وزير السكك الحديدية ثم سفيرا في تركيا. وفي عام 2002 وضع في المنفى الداخلي ومات إثر أزمة قلبية في أواخر عام 2006.